# Élections fédérales canadiennes de 2011 en Ontario
Les élections fédérales canadiennes de 2011 en Ontario voient le Parti conservateur remporter 73 sièges, soit 22 de plus qu'en 2008. Le bon score des conservateurs en Ontario leur permet d'obtenir une majorité absolue à la Chambre des communes.
Le NPD effectue une percée avec 22 sièges (+5) et passe devant les libéraux (11 sièges, -27).

## Résultats provinciaux
| Parti | Parti        | Parti    |      |
| ----- | ------------ | -------- | ---- |
|       | Conservateur | Sièges : | 73   |
|       | Conservateur | Voix :   | 44,4 |
|       | NPD          | Sièges : | 22   |
|       | NPD          | Voix :   | 25,6 |
|       | Libéral      | Sièges : | 11   |
|       | Libéral      | Voix :   | 25,3 |
|       | Vert         | Sièges : | -    |
|       | Vert         | Voix     | 3,8  |

## Résultats par circonscription

### Ottawa
| Circonscription            | Candidats | Candidats                    | Candidats | Candidats               | Candidats | Candidats             | Candidats | Candidats             | Candidats | Candidats                                                                                        |  | Député sortant   |
| Circonscription            |           | Conservateur                 |           | Libéral                 |           | NPD                   |           | Vert                  |           | Autre                                                                                            |  | Député sortant   |
| -------------------------- | --------- | ---------------------------- | --------- | ----------------------- | --------- | --------------------- | --------- | --------------------- | --------- | ------------------------------------------------------------------------------------------------ |  | ---------------- |
| Carleton—Mississippi Mills |           | Gordon O'Connor 43,723       |           | Karen McCrimmon 18,293  |           | Erin Peters 11,223    |           | John Hogg 3,434       |           |                                                                                                  |  | Gordon O'Connor  |
| Nepean—Carleton            |           | Pierre Poilievre 43,477      |           | Ryan Keon 20,146        |           | Ric Dagenais 12,962   |           | Jean-Luc Cooke 3,260  |           |                                                                                                  |  | Pierre Poilievre |
| Ottawa-Centre              |           | Damian Konstantinakos 14,063 |           | Scott Bradley 13,049    |           | Paul Dewar 33,805     |           | Jennifer Hunter 3,262 |           | John Akpata (Mar.) 326 Pierre Soubilère (M-L) 44 Stuart Ryan (Comm.) 109 Romeo Bellai (Ind.) 210 |  | Paul Dewar       |
| Ottawa—Orléans             |           | Royal Galipeau 28,584        |           | David Bertschi 24,649   |           | Martine Cenatus 9,086 |           | Paul Maillet 1,836    |           |                                                                                                  |  | Royal Galipeau   |
| Ottawa-Sud                 |           | Elie Salibi 19,634           |           | David McGuinty 25,963   |           | James McLaren 10,712  |           | Mick Kitor 1,787      |           | Al Gullon (PC) 513 Mike Bleskie (Pirate) 382                                                     |  | David McGuinty   |
| Ottawa—Vanier              |           | Rem Westland 14,184          |           | Mauril Bélanger 20,009  |           | Trevor Haché 15,391   |           | Caroline Rioux 2,716  |           | Christian Legeais (M-L) 122                                                                      |  | Mauril Bélanger  |
| Ottawa-Ouest—Nepean        |           | John Baird 25,226            |           | Anita Vandenbeld 17,790 |           | Marlene Rivier 11,128 |           | Mark Mackenzie 2,279  |           |                                                                                                  |  | John Baird       |

### Est de l'Ontario
| Circonscription                        | Candidats | Candidats             | Candidats | Candidats                | Candidats | Candidats              | Candidats | Candidats                | Candidats | Candidats                                     |  | Député sortant  |
| Circonscription                        |           | Conservateur          |           | Libéral                  |           | NPD                    |           | Vert                     |           | Autre                                         |  | Député sortant  |
| -------------------------------------- | --------- | --------------------- | --------- | ------------------------ | --------- | ---------------------- | --------- | ------------------------ | --------- | --------------------------------------------- |  | --------------- |
| Glengarry—Prescott— Russell            |           | Pierre Lemieux 28,174 |           | Julie Bourgeois 17,698   |           | Denis Séguin 9,613     |           | Sylvie Lemieux 2,055     |           | Jean-Serge Brisson (Libert.) 194              |  | Pierre Lemieux  |
| Kingston et les Îles                   |           | Alicia Gordon 21,189  |           | Ted Hsu 23,842           |           | Daniel Beals 13,065    |           | Eric Walton 2,561        |           |                                               |  | Peter Milliken† |
| Lanark—Frontenac— Lennox and Addington |           | Scott Reid 33,754     |           | David Remington 9,940    |           | Doug Smyth 12,174      |           | John Baranyi 2,702       |           | Ralph Lee (Ind.) 370                          |  | Scott Reid      |
| Leeds—Grenville                        |           | Gord Brown 29,991     |           | Marjory Loveys 7,839     |           | Matthew Gabriel 9,033  |           | Mary Slade 2,460         |           |                                               |  | Gord Brown      |
| Prince Edward—Hastings                 |           | Daryl Kramp 29,062    |           | Peter Tinsley 10,230     |           | Michael McMahon 12,940 |           | Patrick Larkin 1,887     |           | Tim Hickey (Ind.) 283 Andrew Skinner (PC) 171 |  | Daryl Kramp     |
| Renfrew—Nipissing— Pembroke            |           | Cheryl Gallant 27,462 |           | Christine Tabbert 6,545  |           | Eric Burton 6,903      |           | Rosanne Van Schie 877    |           | Hec Clouthier (Ind.) 9,611                    |  | Cheryl Gallant  |
| Stormont—Dundas— South Glengarry       |           | Guy Lauzon 29,538     |           | Bernadette Clement 8,510 |           | Mario Leclerc 8,313    |           | Wyatt Joseph Walsh 1,038 |           | Darcy Neal Donnelly (Libert.) 151             |  | Guy Lauzon      |

### Centre de l'Ontario
| Circonscription                  | Candidats | Candidats              | Candidats | Candidats                      | Candidats | Candidats                | Candidats | Candidats                  | Candidats | Candidats                                                                          |  | Député sortant  |
| Circonscription                  |           | Conservateur           |           | Libéral                        |           | NPD                      |           | Vert                       |           | Autre                                                                              |  | Député sortant  |
| -------------------------------- | --------- | ---------------------- | --------- | ------------------------------ | --------- | ------------------------ | --------- | -------------------------- | --------- | ---------------------------------------------------------------------------------- |  | --------------- |
| Barrie                           |           | Patrick Brown 32,121   |           | Colin Wilson 9,113             |           | Myrna Clark 11,842       |           | Erich Jacoby-Hawkins 3,266 |           | Jeff Sakula (PAC) 77 Darren Roskam (Libert.) 150 Christine Nugent (CPC-ML) 82      |  | Patrick Brown   |
| Bruce—Grey—Owen Sound            |           | Larry Miller 28,744    |           | Kimberly Love 8,203            |           | Karen Gventer 9,008      |           | Emma Jane Hogbin 5,099     |           |                                                                                    |  | Larry Miller    |
| Dufferin—Caledon                 |           | David Tilson 28,647    |           | Bill Prout 6,361               |           | Leslie Parsons 6,409     |           | Ard Van Leeuwen 7,132      |           |                                                                                    |  | David Tilson    |
| Durham                           |           | Bev Oda 31,737         |           | Grant Humes 10,387             |           | Tammy Schoep 12,277      |           | Stephen Leahy 3,134        |           | Andrew Moriarty (PHC) 462 Blaize Barnicoat (Libert.) 187                           |  | Bev Oda         |
| Haliburton— Kawartha Lakes—Brock |           | Barry Devolin 35,192   |           | Laura Redman 7,539             |           | Lyn Edwards 12,934       |           | Susanne Lauten 2,963       |           |                                                                                    |  | Barry Devolin   |
| Newmarket—Aurora                 |           | Lois Brown 31,600      |           | Kyle Peterson 13,908           |           | Kassandra Bidarian 8,886 |           | Vanessa Long 2,628         |           | Dorian Baxter (PC) 998 Yvonne Mackie (AA) 182                                      |  | Lois Brown      |
| Northumberland— Quinte West      |           | Rick Norlock 32,853    |           | Kim Rudd 12,822                |           | Russ Christianson 12,626 |           | Ralph Torrie 2,733         |           |                                                                                    |  | Rick Norlock    |
| Peterborough                     |           | Dean Del Mastro 29,393 |           | Betsy McGregor 12,664          |           | Dave Nickle 14,723       |           | Michael Bell 2,105         |           | Michael Bates (PAC) 104 Gordon Scott (Ind.) 189                                    |  | Dean Del Mastro |
| Simcoe—Grey                      |           | Kellie Leitch 31,784   |           | Alex Smardenka 8,207           |           | Katy Austin 11,185       |           | Jace Metheral 3,482        |           | Helena Guergis (Ind.) 8,714 Gord Cochrane (PAC) 244 - Peter Vander Zaag (PHC)757 - |  | Helena Guergis  |
| Simcoe-Nord                      |           | Bruce Stanton 31,581   |           | Steve Clarke 11,090            |           | Richard Banigan 11,515   |           | Valerie Powell 3,489       |           | Adrian Kooger (PHC) 322                                                            |  | Bruce Stanton   |
| York—Simcoe                      |           | Peter Van Loan 33,614  |           | Cynthia Wesley-Esquimaux 5,702 |           | Sylvia Gerl 10,190       |           | John Dewar 2,851           |           | Paul Pisani (United) 157 Vicki Gunn (PHC) 352                                      |  | Peter Van Loan  |

### Sud de Durham et York
| Circonscription            | Candidats | Candidats               | Candidats | Candidats              | Candidats | Candidats              | Candidats | Candidats                       | Candidats | Candidats                                                 |  | Député sortant |
| Circonscription            |           | Conservateur            |           | Libéral                |           | NPD                    |           | Vert                            |           | Autre                                                     |  | Député sortant |
| -------------------------- | --------- | ----------------------- | --------- | ---------------------- | --------- | ---------------------- | --------- | ------------------------------- | --------- | --------------------------------------------------------- |  | -------------- |
| Ajax—Pickering             |           | Chris Alexander 24,797  |           | Mark Holland 21,569    |           | Jim Koppens 8,270      |           | Mike Harilaid 1,561             |           | Bob Kesic (UPC) 71                                        |  | Mark Holland   |
| Markham—Unionville         |           | Bob Saroya 17,732       |           | John McCallum 19,429   |           | Nadine Hawkins 10,897  |           | Adam Poon 1,597                 |           | Allen Small (Libert.) 231                                 |  | John McCallum  |
| Oak Ridges—Markham         |           | Paul Calandra 46,241    |           | Lui Temelkovski 25,561 |           | Janice Hagan 15,229    |           | Trifon Haitas 2,349             |           | John Siciliano (PC) 1,080                                 |  | Paul Calandra  |
| Oshawa                     |           | Colin Carrie 26,034     |           | James Morton 3,536     |           | Chris Buckley 19,212   |           | Gail Bates 1,631                |           | Matthew Belanger (Libert.) 260 David Gershuny (CPC-ML) 61 |  | Colin Carrie   |
| Pickering— Scarborough-Est |           | Corneliu Chisu 19,220   |           | Dan McTeague 18,013    |           | Andrea Moffat 8,932    |           | Kevin Smith 1,751               |           |                                                           |  | Dan McTeague   |
| Richmond Hill              |           | Costas Menegakis 22,078 |           | Bryon Wilfert 17,671   |           | Adam DeVita 8,433      |           | Cameron Hastings 1,832          |           |                                                           |  | Bryon Wilfert  |
| Thornhill                  |           | Peter Kent 36,629       |           | Karen Mock 14,125      |           | Simon Strelchik 7,141  |           | Norbert Koehl 1,562             |           | Liz White (Animal All.) 215                               |  | Peter Kent     |
| Vaughan                    |           | Julian Fantino 38,533   |           | Mario Ferri 20,435     |           | Mark Pratt 7,940       |           | Claudia Rodriguez-Larrain 1,515 |           |                                                           |  | Julian Fantino |
| Whitby—Oshawa              |           | Jim Flaherty 37,525     |           | Trevor Bardens 9,066   |           | Trish McAuliffe 14,305 |           | Rebecca Harrison 3,143          |           | Josh Insang (Libert.) 198                                 |  | Jim Flaherty   |

### Banlieue de Toronto
| Circonscription          | Candidats | Candidats                | Candidats | Candidats                  | Candidats | Candidats                   | Candidats | Candidats              | Candidats | Candidats                                                |  | Député sortant      |
| Circonscription          |           | Conservateur             |           | Libéral                    |           | NPD                         |           | Vert                   |           | Autre                                                    |  | Député sortant      |
| ------------------------ | --------- | ------------------------ | --------- | -------------------------- | --------- | --------------------------- | --------- | ---------------------- | --------- | -------------------------------------------------------- |  | ------------------- |
| Don Valley-Est           |           | Joe Daniel 14,421        |           | Yasmin Ratansi 13,552      |           | Mary Trapani Hynes 9,878    |           | Akil Sadikali 1,207    |           | Ryan Kidd 246                                            |  | Yasmin Ratansi      |
| Etobicoke-Centre         |           | Ted Opitz 21,644         |           | Borys Wrzesnewskyj 21,618  |           | Ana Maria Rivero 7,735      |           | Katarina Zoricic 1,377 |           | Sarah Thompson (M-L) 149                                 |  | Borys Wrzesnewskyj  |
| Etobicoke—Lakeshore      |           | Bernard Trottier 21,963  |           | Michael Ignatieff 19,058   |           | Michael Erickson 10,979     |           | Dave Corail 2,151      |           | Janice Murray (CPC-ML) 191                               |  | Michael Ignatieff   |
| Etobicoke-Nord           |           | Priti Lamba 10,395       |           | Kirsty Duncan 13,652       |           | Diana Andrews 7,625         |           | —                      |           | Anna Di Carlo (M-L)189 John C. Gardner (C-H)185          |  | Kirsty Duncan       |
| Scarborough—Agincourt    |           | Harry Tsia 13,930        |           | Jim Karygiannis 18,497     |           | Nancy Patchell 7,736        |           | Pauline Thompson 946   |           |                                                          |  | Jim Karygiannis     |
| Scarborough-Centre       |           | Roxanne James 13,401     |           | John Cannis 12,075         |           | Natalie Hundt 11,273        |           | Ella Ng 994            |           |                                                          |  | John Cannis         |
| Scarborough—Guildwood    |           | Chuck Konkel 13,178      |           | John McKay 13,778          |           | Danielle Ouellette 10,146   |           | Alonzo Bartley 848     |           | Paul Coulbeck (Ind.) 259                                 |  | John McKay          |
| Scarborough— Rouge River |           | Marlene Gallyot 13,893   |           | Rana Sarkar 12,723         |           | Rathika Sitsabaiesan 18,856 |           | George Singh 689       |           | Mark Balack (Ind.) 358                                   |  | Derek Lee†          |
| Scarborough-Sud-Ouest    |           | Gavan Paranchothy 12,828 |           | Michelle Simson 11,701     |           | Dan Harris 14,113           |           | Stefan Dixon 1,636     |           |                                                          |  | Michelle Simson     |
| Willowdale               |           | Chungsen Leung 22,206    |           | Martha Hall Findlay 21,245 |           | Mehdi Mollahasani 9,780     |           | —                      |           |                                                          |  | Martha Hall Findlay |
| York-Centre              |           | Mark Adler 20,355        |           | Ken Dryden 13,979          |           | Nick Brownlee 6,656         |           | Rosemary Frei 974      |           |                                                          |  | Ken Dryden          |
| York-Ouest               |           | Audrey Walters 6,094     |           | Judy Sgro 12,986           |           | Giulio Manfrini 7,685       |           | Unblind Tibben 450     |           | George Okoth Otura (CHP) 231 Arthur Smitherman (CAP) 169 |  | Judy Sgro           |

### Centre de Toronto
| Circonscription    | Candidats | Candidats                 | Candidats | Candidats              | Candidats | Candidats              | Candidats | Candidats                   | Candidats | Candidats |  | Député sortant  |
| Circonscription    |           | Conservateur              |           | Libéral                |           | NPD                    |           | Vert                        |           | Autre |  | Député sortant  |
| ------------------ | --------- | ------------------------- | --------- | ---------------------- | --------- | ---------------------- | --------- | --------------------------- | --------- | --- |  | --------------- |
| Beaches—East York  |           | Bill Burrows 11,067       |           | Maria Minna 14,931     |           | Matthew Kellway 20,240 |           | Aaron Cameron 2,237         |           | Roger Carter (M-L) 129                                                                                            |  | Maria Minna     |
| Davenport          |           | Theresa Rodrigues 5,573   |           | Mario Silva 10,946     |           | Andrew Cash 21,096     |           | Wayne Scott 1,344           |           | Miguel Figueroa (Comm.) 167 Simon Luisi (Animal All.) 128                                                         |  | Mario Silva     |
| Don Valley-Ouest   |           | John Carmichael 22,992    |           | Rob Oliphant 22,353    |           | Nicole Yovanoff 6,284  |           | Georgina Wilcock 1,699      |           | Dimitris Kabitsis (Comm.) 178                                                                                     |  | Rob Oliphant    |
| Eglinton—Lawrence  |           | Joe Oliver 22,633         |           | Joe Volpe 18,597       |           | Justin Chatwin 5,591   |           | Paul William Baker 1,526    |           | |  | Joe Volpe       |
| Parkdale—High Park |           | Taylor Train 7,907        |           | Gerard Kennedy 16,732  |           | Peggy Nash 24,045      |           | Sarah Newton 1,663          |           | Andrew Borkowski (PHC) 256 Lorne Gershuny (M-L) 86 Terry Parker (Mar.) 213                                        |  | Gerard Kennedy  |
| St. Paul's         |           | Maureen Harquail 17,829   |           | Carolyn Bennett 22,420 |           | William Molls 12,174   |           | Jim McGarva 2,493           |           | John Kittredge (Libert.) 304                                                                                      |  | Carolyn Bennett |
| Toronto-Centre     |           | Kevin Moore 12,604        |           | Bob Rae 22,832         |           | Susan Wallace 16,818   |           | Ellen Michelson 2,796       |           | Judi Falardeau (Libert.) 277 Philip Fernandez (M-L) 76 Catherine Holliday (Comm.) 159 Bahman Yazdanfar (Ind.) 108 |  | Bob Rae         |
| Toronto—Danforth   |           | Katarina von Koenig 6,875 |           | Andrew Lang 8,463      |           | Jack Layton 28,998     |           | Adriana Mugnatto-Hamu 3,095 |           | Marie Crawford (Animal All.) 476                                                                                  |  | Jack Layton     |
| Trinity—Spadina    |           | Gin Siow 10,938           |           | Christine Innes 15,218 |           | Olivia Chow 35,493     |           | Rachel Barney 3,279         |           | Chester Brown (Libert.) Nick Lin (M-L) 454                                                                        |  | Olivia Chow     |
| York-Sud—Weston    |           | Jilian Saweczko 8,530     |           | Alan Tonks 11,481      |           | Mike Sullivan 14,119   |           | Sonny Day 1,045             |           | |  | Alan Tonks      |

### Brampton, Mississauga et Oakville
| Circonscription            | Candidats | Candidats              | Candidats | Candidats             | Candidats | Candidats                     | Candidats | Candidats               | Candidats | Candidats                     |  | Député sortant    |
| Circonscription            |           | Conservateur           |           | Libéral               |           | NPD                           |           | Vert                    |           | Autre                         |  | Député sortant    |
| -------------------------- | --------- | ---------------------- | --------- | --------------------- | --------- | ----------------------------- | --------- | ----------------------- | --------- | ----------------------------- |  | ----------------- |
| Bramalea—Gore—Malton       |           | Bal Gosal 19,907       |           | Gurbax Malhi 16,402   |           | Jagmeet Singh Dhaliwal 19,368 |           | John Moulton 1,748      |           | Frank Chilelli (M-L) 371      |  | Gurbax Malhi      |
| Brampton—Springdale        |           | Parm Gill 24,618       |           | Ruby Dhalla 14,221    |           | Manijit Grewal 10,022         |           | Mark Hoffberg 1,926     |           | Liz Rowley (Com) 219          |  | Ruby Dhalla       |
| Brampton-Ouest             |           | Kyle Seeback 28,320    |           | Andrew Kania 22,128   |           | Jagtar Shergill 11,225        |           | Avtaar Soor 1,224       |           | Theodore Koum Njoh (Ind.) 387 |  | Andrew Kania      |
| Mississauga— Brampton-Sud  |           | Eve Adams 23,632       |           | Navdeep Bains 18,579  |           | Jim Glavin 9,465              |           | Benjamin Stone 1,044    |           | Tim Sullivan (M-L) 127        |  | Navdeep Bains     |
| Mississauga-Est—Cooksville |           | Wladyslaw Lizon 18,796 |           | Peter Fonseca 18,120  |           | Waseem Ahmed 8,836            |           | Jaymini Bhikha 1,032    |           | Pierre Chénier (CPC-ML) 241   |  | Albina Guarnieri† |
| Mississauga—Erindale       |           | Bob Dechert 29,793     |           | Omar Alghabra 21,541  |           | Michelle Bilek 10,327         |           | John Fraser 1,694       |           | Dagmar Sullivan (CPC-ML) 99   |  | Bob Dechert       |
| Mississauga-Sud            |           | Stella Ambler 22,991   |           | Paul Szabo 18,393     |           | Farah Kabouneh 6,354          |           | Paul Simas 1,532        |           | Richard Barrett (Ind.) 194    |  | Paul Szabo        |
| Mississauga—Streetsville   |           | Brad Butt 22,104       |           | Bonnie Crombie 18,651 |           | Aijaz Naqvi 7,834             |           | Christopher Hill 1,802  |           |                               |  | Bonnie Crombie    |
| Oakville                   |           | Terence Young 30,068   |           | Max Khan 17,890       |           | James Ede 8,117               |           | Andrew Chlobowski 2,140 |           |                               |  | Terence Young     |

### Hamilton, Burlington et Niagara
| Circonscription                       | Candidats | Candidats              | Candidats | Candidats                  | Candidats | Candidats                   | Candidats | Candidats                    | Candidats | Candidats |  | Député sortant       |
| Circonscription                       |           | Conservateur           |           | Libéral                    |           | NPD                         |           | Vert                         |           | Autre |  | Député sortant       |
| ------------------------------------- | --------- | ---------------------- | --------- | -------------------------- | --------- | --------------------------- | --------- | ---------------------------- | --------- | --- |  | -------------------- |
| Ancaster—Dundas— Flamborough—Westdale |           | David Sweet 30,472     |           | Dave Braden 14,717         |           | Nancy MacBain 10,953        |           | Peter Michael Ormond 2,974   |           | |  | David Sweet          |
| Burlington                            |           | Mike Wallace 32,958    |           | Alyssa Brierley 14,154     |           | David Carter Laird 11,449   |           | Graham Mayberry 2151         |           | Elaine Baetz (M-L) 140                                                                                            |  | Mike Wallace         |
| Halton                                |           | Lisa Raitt 44,206      |           | Connie Laurin-Bowie 20,903 |           | Patricia Heroux 12,960      |           | Judi Remigio 2,778           |           | Tony Rodrigues (CHP) 249                                                                                          |  | Lisa Raitt           |
| Hamilton-Centre                       |           | James Byron 11,024     |           | Anne Tennier 5,892         |           | David Christopherson 23,769 |           | —                            |           | Michael Baldasaro (Mari.) 888 Lisa Nussey (M-L) 252                                                               |  | David Christopherson |
| Hamilton-Est— Stoney Creek            |           | Brad Clark 17,567      |           | Michelle Stockwell 6,411   |           | Wayne Marston 21,931        |           | Dave William Hart Dyke 1,450 |           | Gord Hill (PC) 486 Greg Pattinson (Lib.) 385 Bob Mann (Comm) 138 Wendell Fields (M-L) 95 Bob Green Innes (CAP) 92 |  | Wayne Marston        |
| Hamilton Mountain                     |           | Terry Anderson 17,936  |           | Marie Bountrogianni 8,787  |           | Chris Charlton 25,595       |           | Stephen Brotherson 1,505     |           | Jim Enos (CHP) 270 Henryk Adamiec (Ind.) 171                                                                      |  | Chris Charlton       |
| Niagara Falls                         |           | Rob Nicholson 28,751   |           | Bev Hodgson 10,212         |           | Heather Kelley 12,677       |           | Shawn Willick 2,088          |           | Harold Jonker (CHP) 272                                                                                           |  | Rob Nicholson        |
| Niagara-Ouest—Glanbrook               |           | Dean Allison 33,701    |           | Stephen Bieda 8,699        |           | David Heatley 12,734        |           | Sid Frere 2,530              |           | Bryan Jongbloed (CHP) 1,199                                                                                       |  | Dean Allison         |
| St. Catharines                        |           | Rick Dykstra 25,571    |           | Andrew Gill 10,358         |           | Mike Williams 11,973        |           | Jennifer Mooradian 1,924     |           | Dave Bylsma (CHP) 357 Saleh Waziruddin (Comm) 91                                                                  |  | Rick Dykstra         |
| Welland                               |           | Leanna Villella 20,895 |           | John Maloney 7,276         |           | Malcolm Allen 21,917        |           | Robin Williamson 1,297       |           | Ray Game (Ind.) 167 Ron Walker (M-L) 71                                                                           |  | Malcolm Allen        |

### Centre-ouest de l'Ontario
| Circonscription         | Candidats | Candidats                  | Candidats | Candidats              | Candidats | Candidats                 | Candidats | Candidats              | Candidats | Candidats                                                                                                  |  | Député sortant      |
| Circonscription         |           | Conservateur               |           | Libéral                |           | NPD                       |           | Vert                   |           | Autre |  | Député sortant      |
| ----------------------- | --------- | -------------------------- | --------- | ---------------------- | --------- | ------------------------- | --------- | ---------------------- | --------- | --- |  | ------------------- |
| Brant                   |           | Phil McColeman 28,045      |           | Lloyd St. Amand 10,780 |           | Marc Laferrière 16,351    |           | Nora Fueten 1,858      |           | Leslie Bory (Ind.)174 Martin Sitko (Ind.) 138                                                              |  | Phil McColeman      |
| Cambridge               |           | Gary Goodyear 29,394       |           | Bryan May 8,285        |           | Susan Galvao 15,238       |           | Jacques Malette 1,978  |           | Manuel Couto (M-L) 153                                                                                     |  | Gary Goodyear       |
| Guelph                  |           | Marty Burke 19,252         |           | Frank Valeriote 25,574 |           | Bobbi Stewart 9,836       |           | John Lawson 3,711      |           | Phillip Bender (Lib.) 192 Kornelis Klevering (Mari.) 171 Karen Levenson (AAEVP) 123 Drew Garvie (Comm) 104 |  | Frank Valeriote     |
| Haldimand—Norfolk       |           | Diane Finley 25,655        |           | Bob Speller 12,549     |           | Ian Nichols 10,062        |           | Anne Faulkner 1,665    |           | Steven Elgersma (CHP) 435                                                                                  |  | Diane Finley        |
| Huron—Bruce             |           | Ben Lobb 29,255            |           | Charlie Bagnato 8,784  |           | Grant Robertson 13,493    |           | Eric Shelley 1,455     |           | Dennis Valenta (Ind.) 254                                                                                  |  | Ben Lobb            |
| Kitchener-Centre        |           | Stephen Woodworth 21,119   |           | Karen Redman 15,592    |           | Peter Thurley 10,742      |           | Byron Williston 1,972  |           | Alan Rimmer (Ind.) 199 Martin Suter (Comm) 93 Mark Corbiere (M-L) 92                                       |  | Stephen Woodworth   |
| Kitchener—Conestoga     |           | Harold Albrecht 28,874     |           | Robert Rosehart 10,683 |           | Lorne Bruce 11,653        |           | Albert Ashley 2,184    |           | |  | Harold Albrecht     |
| Kitchener—Waterloo      |           | Peter Braid 27,039         |           | Andrew Telegdi 24,895  |           | Bill Brown 10,606         |           | Cathy MacLellan 3,147  |           | Steven Bradley Scott (Pirate) 245 Richard Walsh-Bowers (Ind.) 174 Julian Ichim (m-L) 66                    |  | Peter Braid         |
| Oxford                  |           | Dave MacKenzie 27,973      |           | Tim Lobzun 4,521       |           | Paul Arsenault 12,164     |           | Mike Farlow 2,058      |           | John Markus (CHP) 776                                                                                      |  | Dave MacKenzie      |
| Perth—Wellington        |           | Gary Schellenberger 25,281 |           | Bob McTavish 8,341     |           | Ellen Papenburg 9,879     |           | John Cowling 2,102     |           | Irma DeVries (CHP) 806                                                                                     |  | Gary Schellenberger |
| Wellington—Halton Hills |           | Michael Chong 35,132       |           | Barry Peters 9,034     |           | Anastasia Zavarella 7,151 |           | Brent Bouteiller 3,515 |           | Jeffrey Streutker (CHP) 316                                                                                |  | Michael Chong       |

### Sud-ouest de l'Ontario
| Circonscription        | Candidats | Candidats                | Candidats | Candidats              | Candidats | Candidats               | Candidats | Candidats                 | Candidats | Candidats                                    |  | Député sortant    |
| Circonscription        |           | Conservateur             |           | Libéral                |           | NPD                     |           | Vert                      |           | Autre                                        |  | Député sortant    |
| ---------------------- | --------- | ------------------------ | --------- | ---------------------- | --------- | ----------------------- | --------- | ------------------------- | --------- | -------------------------------------------- |  | ----------------- |
| Chatham-Kent—Essex     |           | Dave Van Kesteren 23,360 |           | Matt Daudlin 7,172     |           | Ron Franko 11,449       |           | Robert Hodgson 1,470      |           |                                              |  | Dave Van Kesteren |
| Elgin—Middlesex—London |           | Joe Preston 29,147       |           | Graham Warwick 6,812   |           | Fred Sinclair 12,439    |           | John Fisher 1,529         |           | Carl Hiemstra (PHC) 582 Will Arlow (PAC) 140 |  | Joe Preston       |
| Essex                  |           | Jeff Watson 25,327       |           | Nelson Santos 7,465    |           | Taras Natyshak 18,538   |           | Cora Carriveau 1,290      |           | Enver Villamizar (M-L) 77                    |  | Jeff Watson       |
| Lambton—Kent—Middlesex |           | Bev Shipley 29,546       |           | Gayle Stucke 7,264     |           | Joe Hill 12,299         |           | Jim Johnston 1,701        |           | Mike Janssens (CHP) 413                      |  | Bev Shipley       |
| London—Fanshawe        |           | Jim Chahbar 14,294       |           | Roger Caranci 4,893    |           | Irene Mathyssen 21,689  |           | Matthew Peloza 1,202      |           | G.J. Rancourt (CHP) 535                      |  | Irene Mathyssen   |
| London-Centre-Nord     |           | Susan Truppe 19 468      |           | Glen Pearson 17 803    |           | German Gutierrez 12 996 |           | Mary Ann Hodge 2177       |           | AnnaMaria Valastro (AAE) 229                 |  | Glen Pearson      |
| London-Ouest           |           | Ed Holder 27,675         |           | Doug Ferguson 16,652   |           | Peter Ferguson 16,109   |           | Brad Arthur Corbett 1,703 |           | Rod Morley (Uni) 65                          |  | Ed Holder         |
| Sarnia—Lambton         |           | Patricia Davidson 26,112 |           | Tim Fugard 6,931       |           | Brian White 14,856      |           | Tim van Bodegom 1,252     |           | Christopher Desomeaux-Malm (PHC) 514         |  | Patricia Davidson |
| Windsor—Tecumseh       |           | Denise Ghanam 14,945     |           | Irek Kusmierczyk 5,764 |           | Joe Comartin 22,235     |           | Kyle Prestanski 1,354     |           | Laura Chesnik (M-L) 242                      |  | Joe Comartin      |
| Windsor-Ouest          |           | Lisa Lumley 12,577       |           | Melanie Deveau 4,327   |           | Brian Masse 21,592      |           | Alishia Fox 1,096         |           | Margaret Villamzir (M-L) 153                 |  | Brian Masse       |

### Nord de l'Ontario
| Circonscription                | Candidats | Candidats                   | Candidats | Candidats                  | Candidats | Candidats              | Candidats | Candidats                      | Candidats | Candidats                                              |  | Député sortant  |
| Circonscription                |           | Conservateur                |           | Libéral                    |           | NPD                    |           | Vert                           |           | Autre                                                  |  | Député sortant  |
| ------------------------------ | --------- | --------------------------- | --------- | -------------------------- | --------- | ---------------------- | --------- | ------------------------------ | --------- | ------------------------------------------------------ |  | --------------- |
| Algoma—Manitoulin— Kapuskasing |           | Ray Sturgeon 10,991         |           | François Cloutier 5,374    |           | Carol Hughes 18,747    |           | Lorraine Rekmans 1,130         |           |                                                        |  | Carol Hughes    |
| Kenora                         |           | Greg Rickford 11,567        |           | Roger Valley 5,381         |           | Tania Cameron 6,855    |           | Mike Schwindt 636              |           | Kelvin Chicago-Boucher (Ind.) 147                      |  | Greg Rickford   |
| Nickel Belt                    |           | Lynne Reynolds 12,503       |           | Joe Cormier 6,308          |           | Claude Gravelle 24,566 |           | Christine Guillot-Proulx 1,252 |           | Steve Rutchinski (M-L) 59                              |  | Claude Gravelle |
| Nipissing—Timiskaming          |           | Jay Aspin 15,495            |           | Anthony Rota 15,477        |           | Rona Eckert 8,781      |           | Scott Edward Daley 2,518       |           |                                                        |  | Anthony Rota    |
| Parry Sound—Muskoka            |           | Tony Clement 25,864         |           | Cindy Waters 5,330         |           | Wendy Wilson 11,217    |           | Glen Hodgson 3,776             |           | David Carmichael (Ind.) 168 Albert Gray Smith (M-L) 54 |  | Tony Clement    |
| Sault Ste. Marie               |           | Bryan Hayes 18,328          |           | Christian Provenzano 8,343 |           | Tony Martin 16,467     |           | Luke Macmichael 945            |           | Randy Riauka (PHC) 111 Mike Taffarel (M-L) 38          |  | Tony Martin     |
| Sudbury                        |           | Fred Slade 12,881           |           | Carol Hartman 8,172        |           | Glenn Thibeault 22,684 |           | Fred Twilley 1,359             |           | Will Morin (FPNP) 229 David Popescu (Ind.) 116         |  | Glenn Thibeault |
| Thunder Bay—Rainy River        |           | Moe Comuzzi-Stehmann 10,097 |           | Ken Boshcoff 8,067         |           | John Rafferty 18,085   |           | Ed Shields 909                 |           |                                                        |  | John Rafferty   |
| Thunder Bay— Superior-Nord     |           | Richard Harvey 10,894       |           | Yves Fricot 6,117          |           | Bruce Hyer 18,334      |           | Scot Kyle 1,115                |           | Denis A. Carrière (Mar.) 265                           |  | Bruce Hyer      |
| Timmins—Baie James             |           | Bill Greenberg 10,526       |           | Marilyn Wood 5,230         |           | Charlie Angus 16,738   |           | Lisa Bennett 724               |           |                                                        |  | Charlie Angus   |